# I Created Disco
I Created Disco — дебютний студійний альбом шотландського музиканта, продюсера та DJ'я Кельвіна Гарріса. Платівка побачила світ 18 червня 2007 року.

## Створення альбому
Запис I Created Disco стартував в 2006 році, з моменту повернення Гарріса в рідне місто Дамфріс в Шотландії після 2 років життя в Лондоні. Процес запису і зведення альбому проходив на його власному комп'ютері Amiga в домашній студії, названій «Calvinharrisbeats Studio». Всі пісні були написані, виконані і записані Кельвіном Гаррісом.

## Просування
До виходу альбому Columbia випустила 2 сингли — «Acceptable in the 80s» і «The Girls». Також лейбл дав можливість Кельвіну і його групі виступити разом з Faithless і Groove Armada під час їхнього літнього турне в 2007 році.

## Реакція
Диск отримав змішані рецензії. За даними Metacritic, альбом має 59 % з 100 % на основі 17 рецензій.

## Список композицій
Автор музики і слів Кельвін Гарріс. 
| #     | Назва                     | Тривалість |
| ----- | ------------------------- | ---------- |
| 1.    | «Merrymaking at My Place» | 4:10       |
| 2.    | «Colours»                 | 4:02       |
| 3.    | «This is the Industry»    | 3:56       |
| 4.    | «The Girls»               | 3:52       |
| 5.    | «Acceptable in the 80s»   | 5:33       |
| 6.    | «Neon Rocks»              | 3:48       |
| 7.    | «Traffic Cops»            | 0:55       |
| 8.    | «Vegas»                   | 5:42       |
| 9.    | «I Created Disco»         | 4:08       |
| 10.   | «Disco Heat»              | 4:31       |
| 11.   | «Vault Character»         | 0:08       |
| 12.   | «Certified»               | 4:08       |
| 13.   | «Love Souvenir»           | 4:20       |
| 14.   | «Electro Man»             | 4:58       |
| 55:23 |                           |            |